# ルーツ2
『ルーツ2』（Roots The Next Generations）は、1979年にアメリカで放送されたテレビドラマである。
1977年に放送された『ルーツ』の続編で、南北戦争後のアレックス・ヘイリーの家系をたどり、彼が自らのルーツを探すまでを描いている。アメリカではABCが1979年2月18日 - 25日に8日連続で放送し、平均視聴率30.1%（エーシーニールセン調べ、全米視聴率）を記録した。日本ではテレビ朝日系列で1979年9月30日から10月7日にかけて放送された。
作品自体が高い評価を受け、プライムタイム・エミー賞 作品賞 (ミニシリーズ部門) を受賞した。

## キャスト
| 役名                               | 俳優                               | 日本語吹替 （TV版） |
| ---------------------------------- | ---------------------------------- | ------------------- |
| アレックス・ヘイリー               | ジェームズ・アール・ジョーンズ     | 名古屋章            |
| アレックス・ヘイリー               | クリストフ・セント・ジョン（幼少） | 松田辰也            |
| アレックス・ヘイリー               | デイモン・エバンス（青年）         | 有川博              |
| サイモン・ヘイリー                 | ドリアン・ヘアウッド               | 岸田森              |
| バーサ・パーマー・ヘイリー         | アイリーン・キャラ                 | 天地総子            |
| アール・クラウザー                 | ポール・コスロ                     | 青野武              |
| シンシア・パーマー                 | ビーヴァー・リー・バンフィールド   | 武藤礼子            |
| シンシア・パーマー                 | シンシア・スー（幼少）             | 鶴ひろみ            |
| シンシア・パーマー                 | ビア・リチャーズ（老年）           | 中村たつ            |
| ウィル・パーマー                   | スタン・ショウ                     | 坂口芳貞            |
| アンディ・ワーナー                 | マーク・シンガー                   | 羽佐間道夫          |
| フレデリック・ワーナー大佐         | ヘンリー・フォンダ                 | 内藤武敏            |
| ワーナー大佐夫人                   | オリヴィア・デ・ハヴィランド       | 三条美紀            |
| ナン・ブランチ・ヘイリー           | デビー･アレン                      | 田島令子            |
| トム・ハーヴェイ                   | ゲオルグ・スタンフォード・ブラウン | 樋浦勉              |
| エリザベス・ハーヴェイ             | デビ・モーガン                     | 鈴木弘子            |
| チキンジョージ                     | エイヴォン・ロング                 | 前沢迪雄            |
| リン・ムーディ                     | アイリーン・ハーヴェイ             | 阿部寿美子          |
| リー・ガーネット                   | ロジャー・E・モーズリー            | 東野英心            |
| ビーマン・ジョーンズ               | グレッグ・モリス                   | 田中信夫            |
| ジョーンズの父                     | オジー・デイヴィス                 | 小松方正            |
| ドキシー・ウォーカー               | チャールズ・ウェルドン             | 近石真介            |
| ハミルトン・テン・アイク           | ジョン・ルービンスタイン           | 野沢那智            |
| ライル・ペティジョン               | ロバート・カルプ                   | 小林修              |
| ゼオナ・ヘイリー                   | ダイアン・キャロル                 | 野際陽子            |
| アブ・デッカー                     | ブロック・ピーターズ               | 勝部演之            |
| オディール・リチャーズ             | リー・チェンバリン                 | 中島葵              |
| ジョージ・リンカーン・ロックウェル | マーロン・ブランド                 | 田口計              |
| マルコムX                          | アル・フリーマン Jr.               | 寺島幹夫            |
| ポール・レイノルズ                 | ノーマン・フェル                   | 真木恭介            |
| ジョージア・アンダーソン           | リン・ハミルトン                   | 寺島信子            |
| ジム・ワーナー                     | リチャード・トーマス               | 津嘉山正種          |
| クイーン・ヘイリー                 | ルビー・ディー                     |                     |
| フランシー                         | パム・グリア                       |                     |
| ネルソン                           | レイファー・ジョンソン             |                     |
| 大臣                               | ゼイクス・モカエ                   |                     |
| ナレーション                       | アレックス・ヘイリー               | 矢島正明            |

## 日本での放送日程
| 話数 | 放送日 （1979年） | 曜日 | 放送時間 （日本標準時） | 備考 |
| ---- | ----------------- | ---- | ----------------------- | --- |
| 1    | 9月30日           | 日曜 | 20:00 - 22:50           | 『日曜洋画劇場』とは無関係の番組として放送。20:54 - 21:00にはドラマの放送を中断し、『ANNニュース』を放送。 |
| 2    | 10月1日           | 月曜 | 19:30 - 20:51           | |
| 3    | 10月2日           | 火曜 | 19:30 - 20:51           | |
| 4    | 10月3日           | 水曜 | 20:00 - 20:54           | 『水曜スペシャル』とは無関係の番組として放送。直前の19:00 - 20:00に放送の『秋だ! 一番 ドラえもん祭り』も同様に単独番組として放送。 |
| 5    | 10月4日           | 木曜 | 20:00 - 20:54           | |
| 6    | 10月5日           | 金曜 | 20:00 - 20:54           | |
| 7    | 10月6日           | 土曜 | 20:02 - 22:54           | 『土曜ワイド劇場』とは無関係の番組として放送。20:00 - 20:02には、通常は21:00 - 21:02に放送されていた『天気予報』を繰り上げて放送。20:54 - 21:00にはドラマの放送を中断し、『ANNニュース』を放送。                                                                                  |
| 8    | 10月7日           | 日曜 | 20:00 - 22:00           | 『日曜洋画劇場』とは無関係の番組として放送。20:54 - 21:00にはドラマの放送を中断し、『ANNニュース』を放送。同日は第35回衆議院議員総選挙の投票日であったため、20:30 - 20:32と21:30 - 21:32にドラマの放送を中断して開票速報を行った。作品放送後の22:00からは引き続き選挙特番を放送。 |

参考：『朝日新聞縮刷版』朝日新聞社、1979年9月30日 - 同年10月7日付のラジオ・テレビ欄。